# Steyr-Land
Bezirk Steyr-Land là một huyện của bang Thượng Áo ở Áo.

## Các đô thị
Các thị xã (Städte) bằng chữ đậm; các phố thị (Marktgemeinden) bằng chữ xiên, các khu ngoại ô, làng và các đơn vị khác của một đô thị được hiển thị bằngchữ nhỏ.
- Adlwang
- Aschach an der Steyr
- Bad Hall
- Dietach
- Gaflenz
- Garsten
- Großraming
- Laussa
- Losenstein
- Maria Neustift
- Pfarrkirchen bei Bad Hall
- Reichraming
- Rohr im Kremstal
- Schiedlberg
- Sierning
- Sankt Ulrich bei Steyr
- Ternberg
- Waldneukirchen
- Weyer
- Wolfern